# Yunganastes fraudator
Yunganastes fraudator é uma espécie de anfíbio  da família Craugastoridae.
É endémica de Bolívia.
Os seus habitats naturais são: regiões subtropicais ou tropicais húmidas de alta altitude.
Está ameaçada por perda de habitat.